# Metacyclops ryukyuensis
Metacyclops ryukyuensis – gatunek widłonoga z rodziny Cyclopidae. Nazwa naukowa tego gatunku skorupiaków została opublikowana w 1995 roku przez japońskiego biologa Teruo Ishidę.